# Ilhéu de Sal Rei
Die Ilhéu de Sal Rei (Kapverdisches Kreol: Djeu d Sal Rei) ist eine unbewohnte Insel 1 km vor der Hauptstadt Sal Rei der Insel Boavista auf den Kapverden.

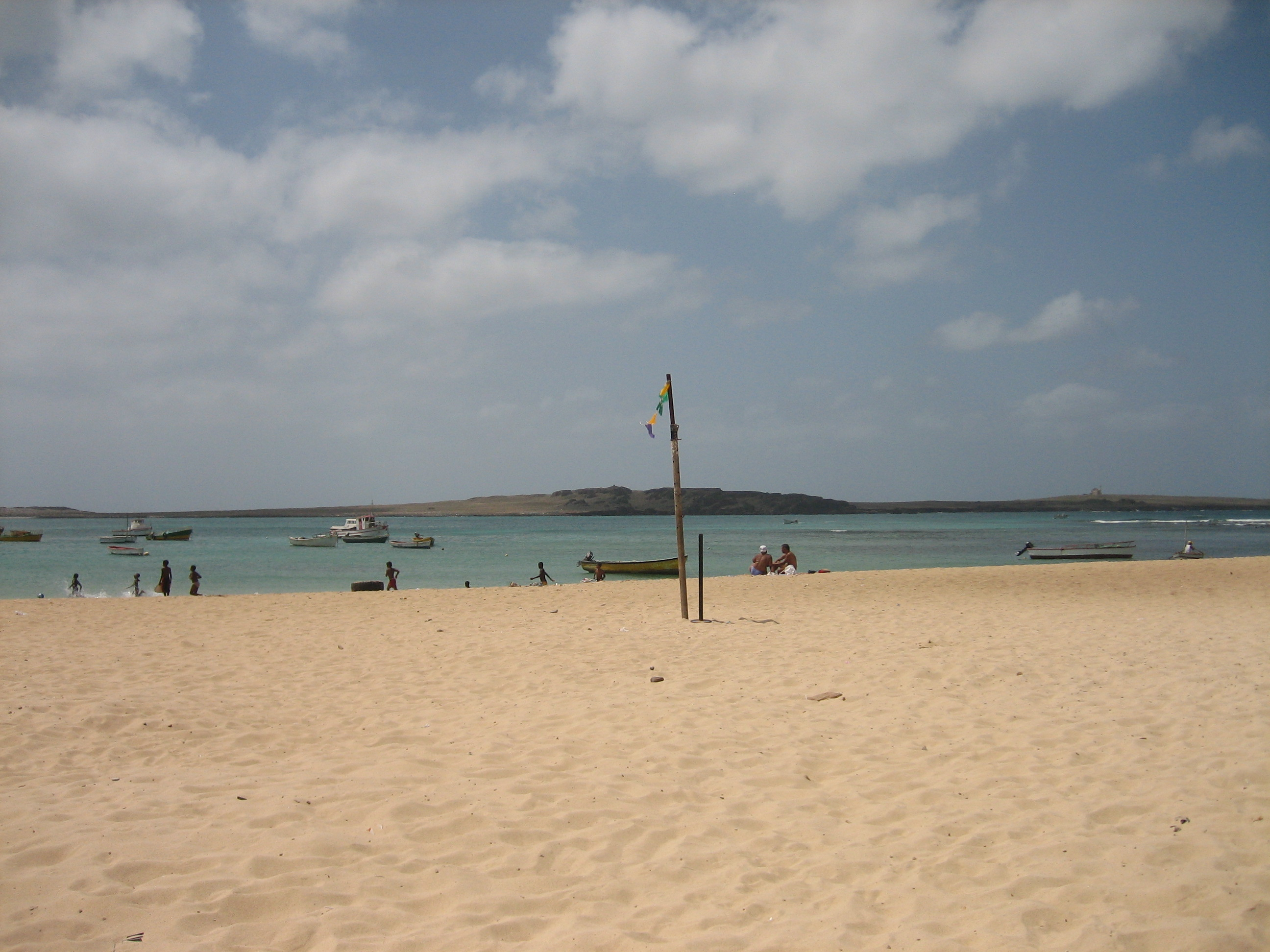
Ilhéu de Sal Rei vom Strand von Sal Rei aus gesehen

Die an der höchsten Stelle gut 20 m hohe Insel misst von Nordwest nach Südost 1,5 km und ist bis 500 m breit. Sowohl für den Hafen von Sal Rei als auch für den südlich der Inselhauptstadt gelegenen kilometerlangen Sandstrand Praia de Chaves bietet sie den Vorteil, die Brandung des Atlantiks zu reduzieren.
Auf der Insel vulkanischen Ursprungs wachsen Gras und etwas Buschwerk. Im Süden befinden sich die Überreste des portugiesischen Forts Duque de Bragança, in der Inselmitte die Ruinen eines früheren Leuchtturms.